# Corydalis bulleyana
Corydalis bulleyana är en vallmoväxtart. Corydalis bulleyana ingår i släktet nunneörter, och familjen vallmoväxter.

## Underarter
Arten delas in i följande underarter:
- C. b. bulleyana
- C. b. muliensis